# Thymoites levii
Thymoites levii es una especie de araña araneomorfa del género Thymoites, familia Theridiidae. Fue descrita científicamente por Gruia en 1973.
Habita en Cuba.